# Randlett (Utah)
Randlett es un lugar designado por el censo (census-designated place o CDP) en el condado de Uintah, estado de Utah, Estados Unidos. Según el censo de 2000 la población era de 224 habitantes, con un ligero decremento respecto a 1990, cuando contaba con 283 habitantes.

## Geografía
Randlett se encuentra en las coordenadas 40°14′2″N 109°49′21″O / 40.23389, -109.82250.
Según la oficina del censo de Estados Unidos, el CPD tiene una superficie total de 13,5 km². No tiene superficie cubierta de agua.
- Datos: Q2346287
- Multimedia: Randlett, Utah / Q2346287